# Sentinelle du Cap
Sentinelle du Cap
Espèce
Statut de conservation UICN

 LC  : Préoccupation mineure
La Sentinelle du Cap (Macronyx capensis) ou Alouette sentinelle du Cap, est une espèce de passereau de la famille des Motacillidae.

## Répartition
Macronyx capensis se rencontre en Afrique Australe. Il est présent au Botswana, au Zimbabwe et dans le Sud et l'Est de l'Afrique du Sud,.

## Habitat
Macronyx capensis affectionne les prairies côtières et montagneuses où il est possible de l'observer jusqu'à 2 300 m d'altitude, et se rencontre souvent près de points d'eau ou dans les zones humides. Cette espèce préfère les environnements d'herbes hautes et denses.

## Description

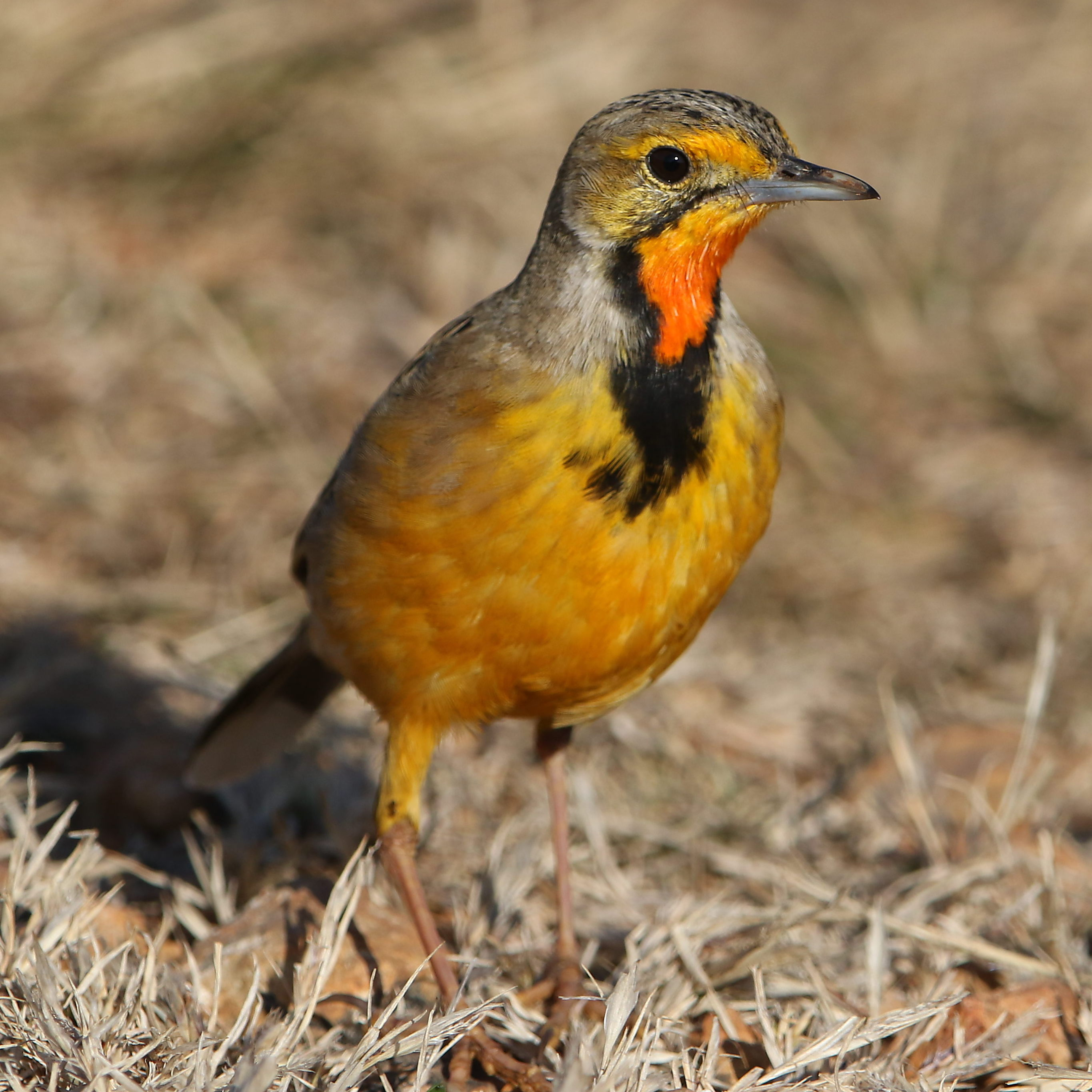
Macronyx capensis

Cet oiseau mesure de l'ordre de 19 à 20 cm, pour un poids de 55 g et présente les caractéristiques du genre Macronyx. Le bec est droit, de taille modérée avec l'arête légèrement recourbée. Les narines sont grandes et nues avec une ouverture oblongue. Les ailes sont très courtes. Les quatre premières rémiges sont de taille identique et plus longues. La queue est légèrement arrondie. Les pieds sont allongés. Les tarses présentent des squamules latérales entières. Le pouce est muni d'un ongle très long et recourbé.
La tête, la partie supérieure du col, le dos et le croupion sont variés de brun et de gris avec des plumes brunes en leur milieu et bordées de gris avec une dominance brune imitant assez le plumage des alouettes. Les plumes scapulaires, le dessus des ailes et de la queue présentent le même motif.
La gorge et la partie inférieure du col sont d'un très bel orangé,,,. Le reste du dessous du col et la poitrine sont variés de brun, de gris et de jaunâtre. Cette partie est séparée de la zone orangée par une bande brune à noire,, en forme de fer à cheval ou de hausse-col qui forme une sorte de collier.

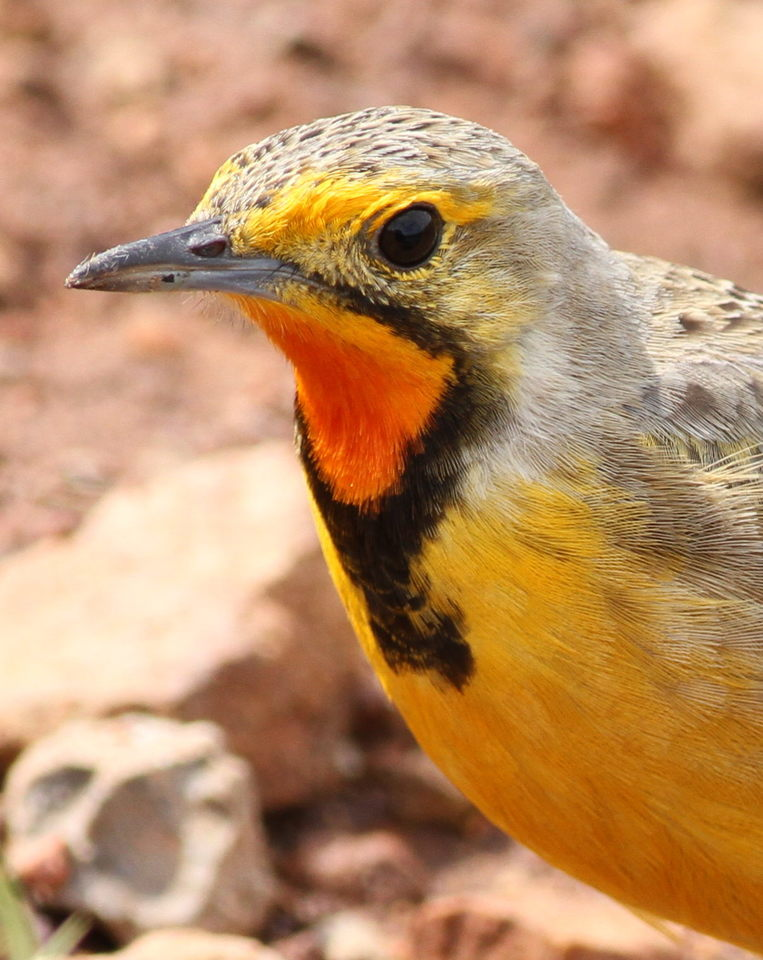
Détail de la tête

Une bande longitudinale jaune orangée à chamois prenant naissance à l'origine du bec et passant au dessus des yeux, comme un sourcil,,, le supercilium, est aussi présente de chaque côté de la tête. Le ventre, les côtés et les cuisses sont d'un roux tirant sur l'orangé,.
Les ailes de couverture du dessous de la queue sont brunes à leur origine et grises à leurs extrémités. Le bord de l'aile est orangé, au niveau du carpe ainsi que les ailes de couverture du dessous des ailes. Les plumes de l'aile sont brunes avec le bord extérieur des grandes qui tire sur le jaune et celui des moyennes sur le gris. Toutes les plumes de l'aile ont depuis leur origine jusque vers les deux tiers de leur longueur leurs barbes intérieures terminées de gris ou de blanchâtre. Quelques-unes des petites plumes de couverture du dessus des ailes sont bordées d'orange.
La queue est composée de douze plumes. Les deux du milieu sont gris-brun, chaque plume de chaque côté de celles-ci est brune et les deux groupes de quatre pennes extérieures sont brunes à leur origine, bordées, et terminées de blanc,,, terminaison qui est d'autant plus étendue que la plume est extérieure. Les plumes du milieu de la queue sont un peu plus courtes que les latérales rendant la queue un peu fourchue.
Le bec, les pattes et les griffes sont gris-brun.
Les yeux sont brun-orangé à noisette.
La femelle est plus terne, avec une gorge jaune ou roux clair, une bande mammaire beaucoup plus faible, les yeux marron et les ongles postérieurs sont beaucoup moins grands.
Le juvénile a une gorge jaune sale, une bande mammaire indistincte et des parties inférieures jaunâtres.

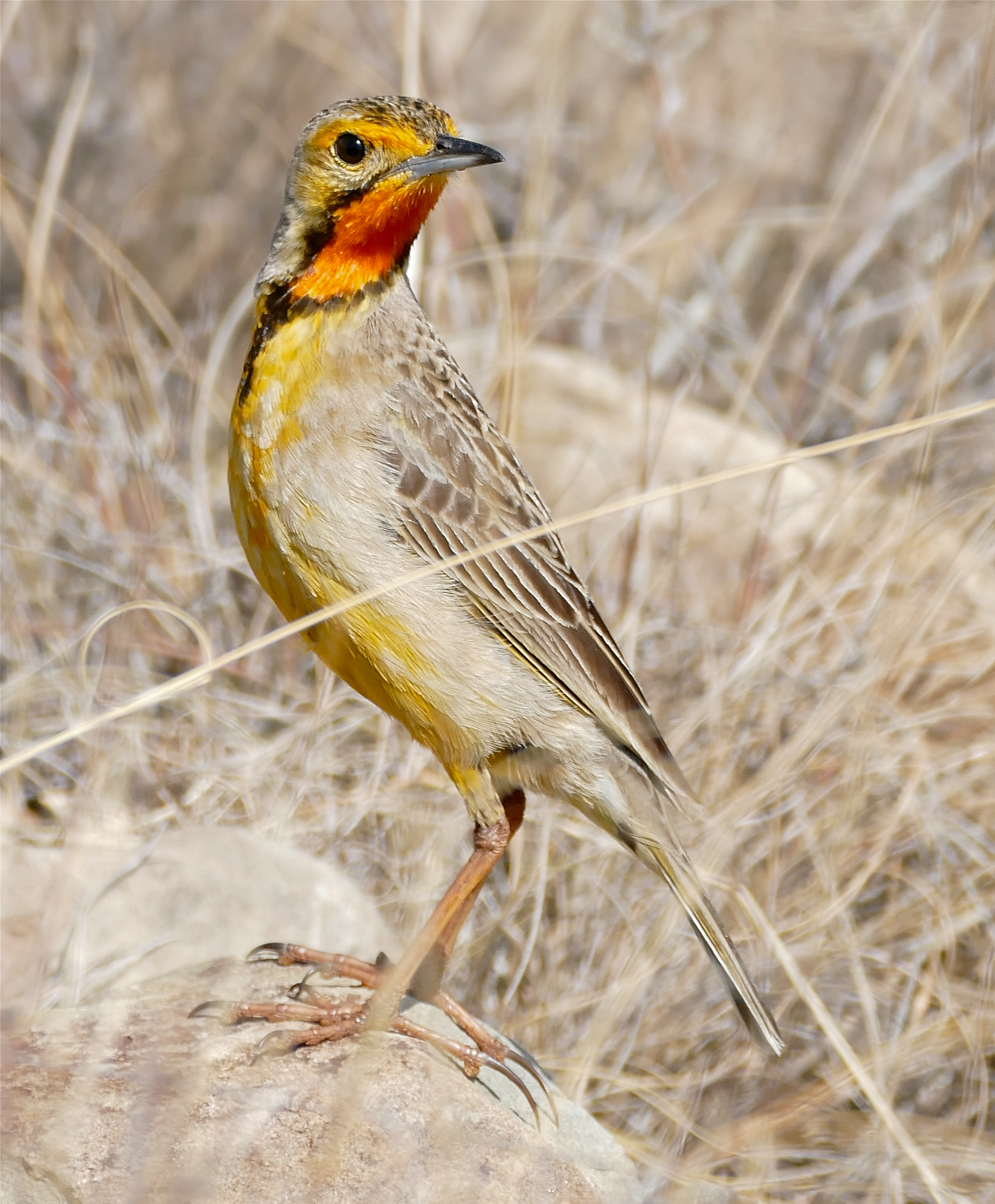
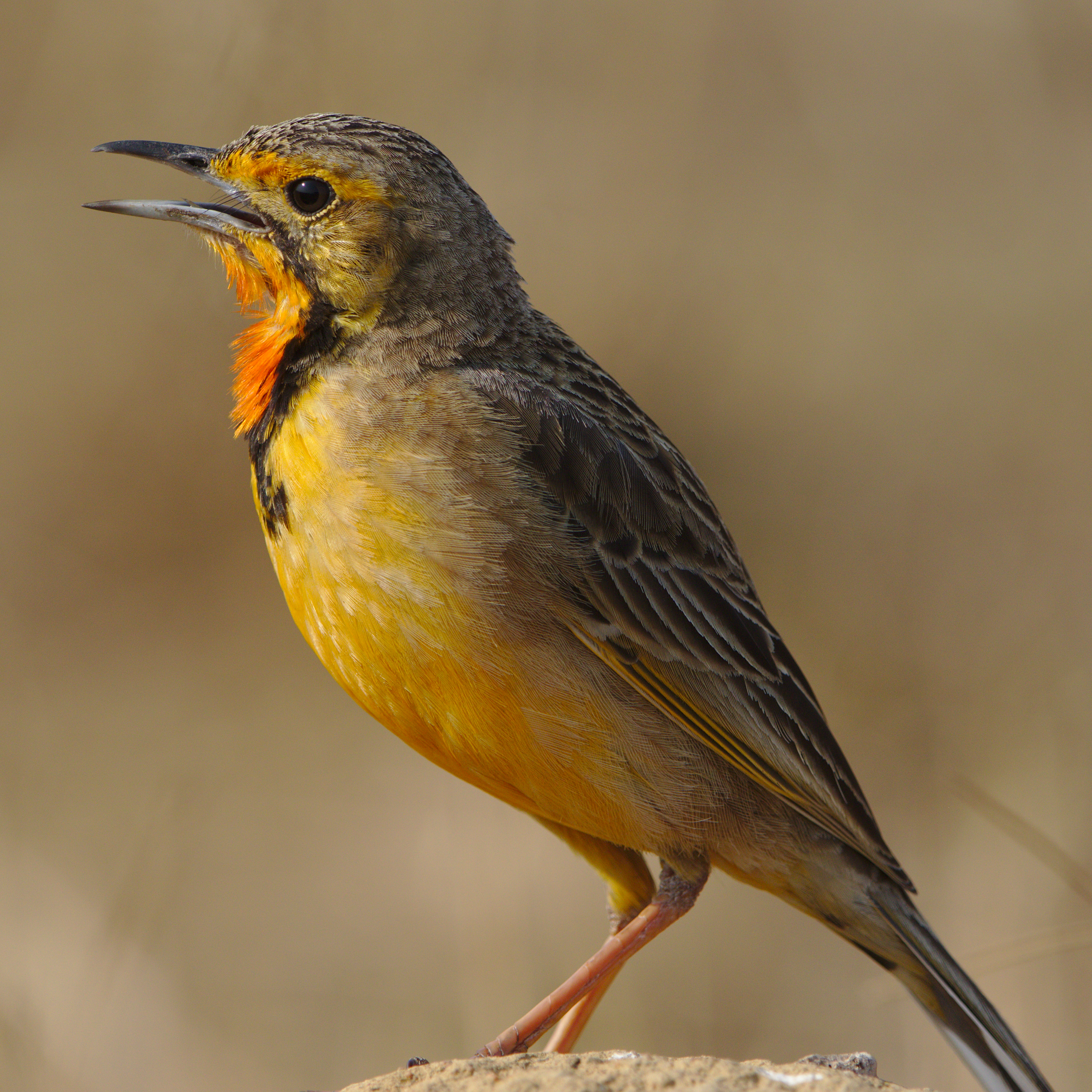
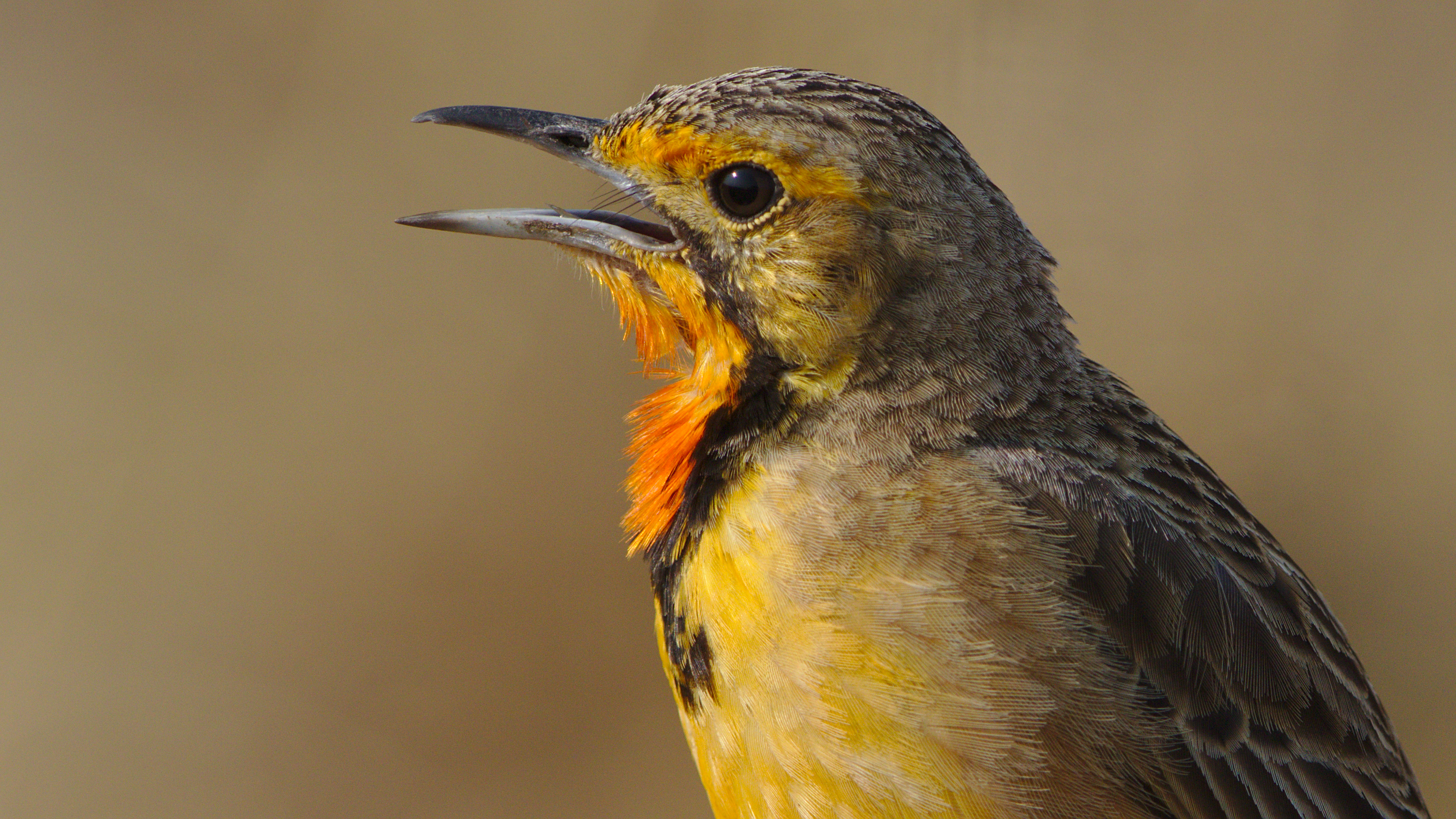
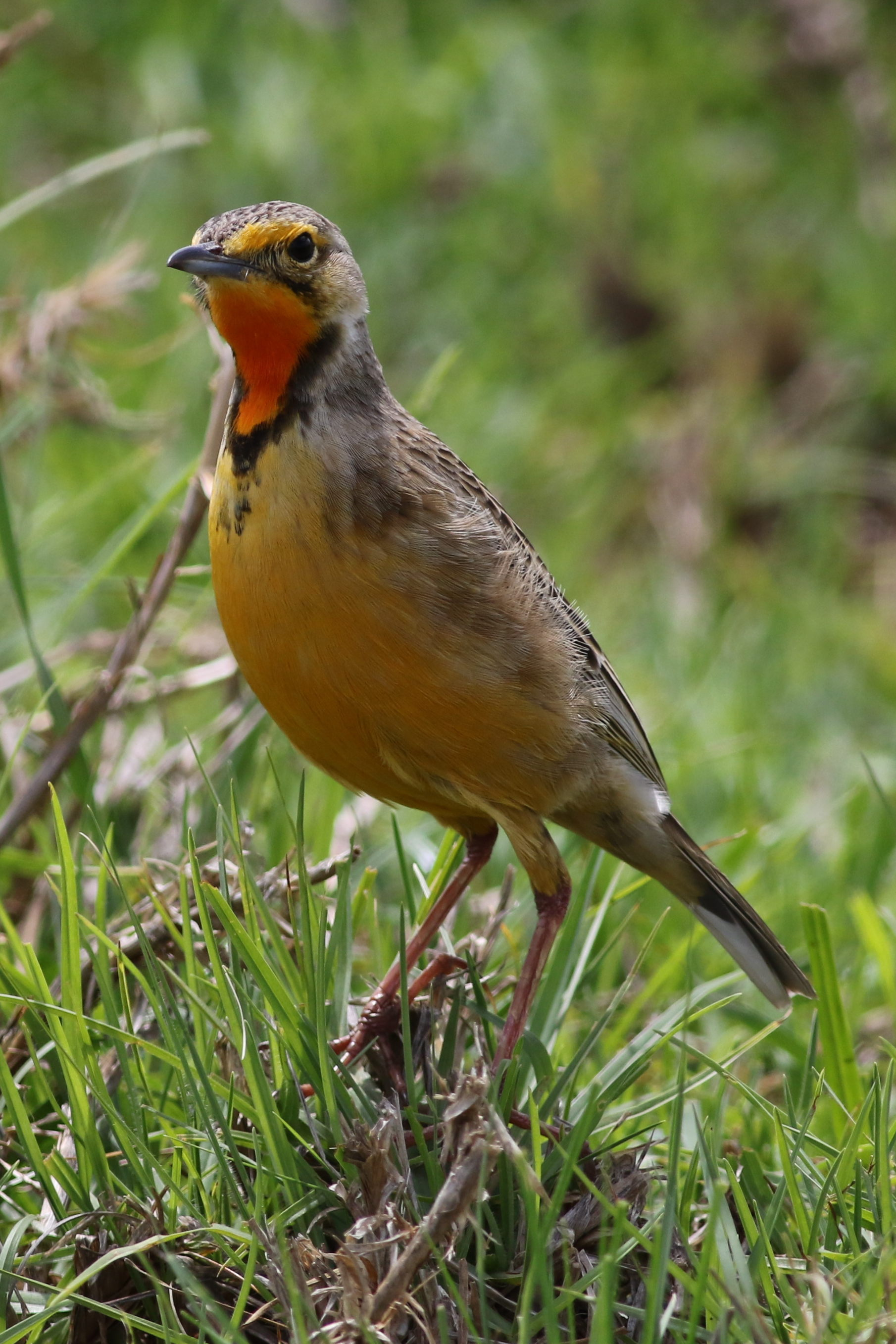
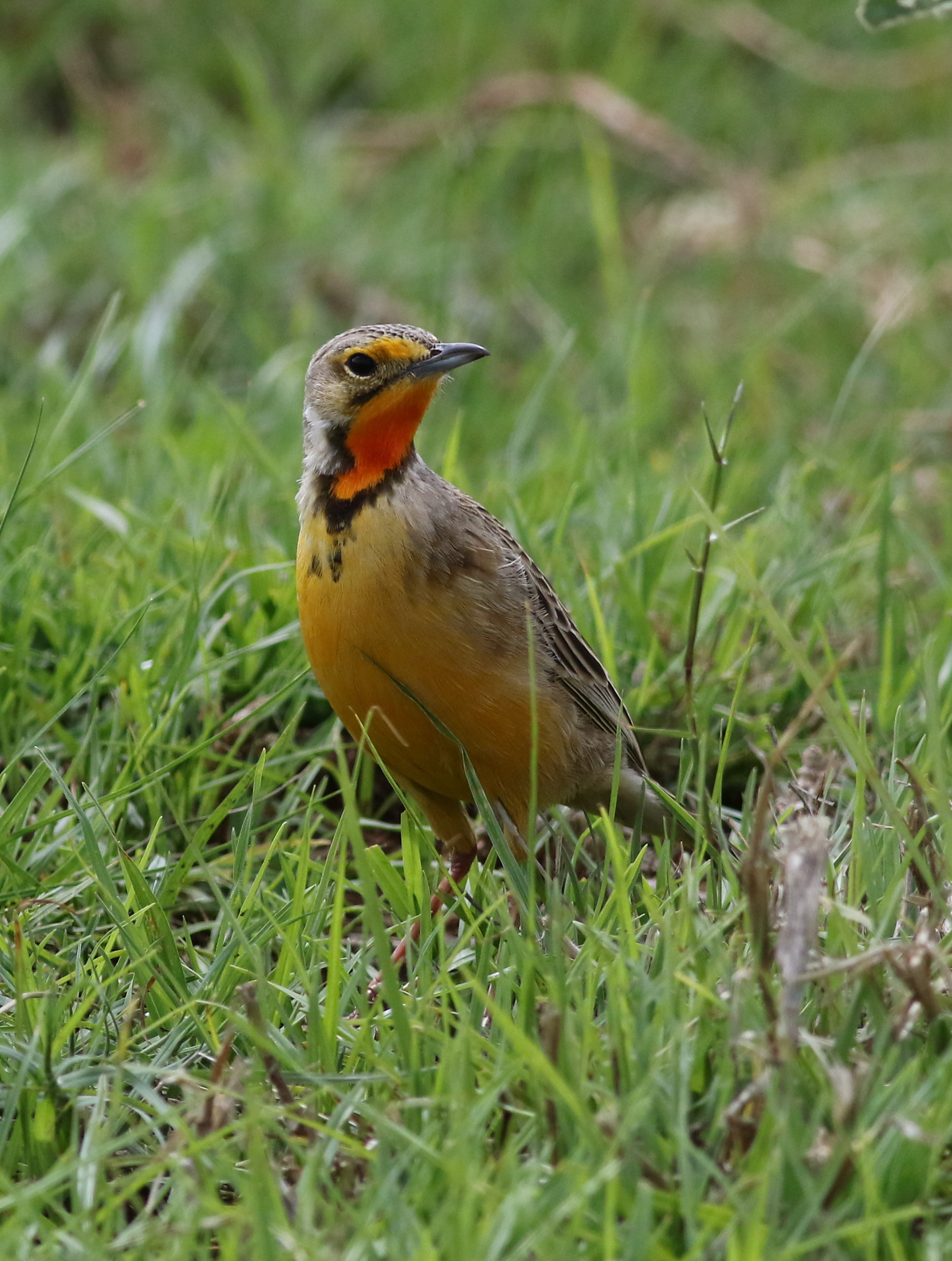
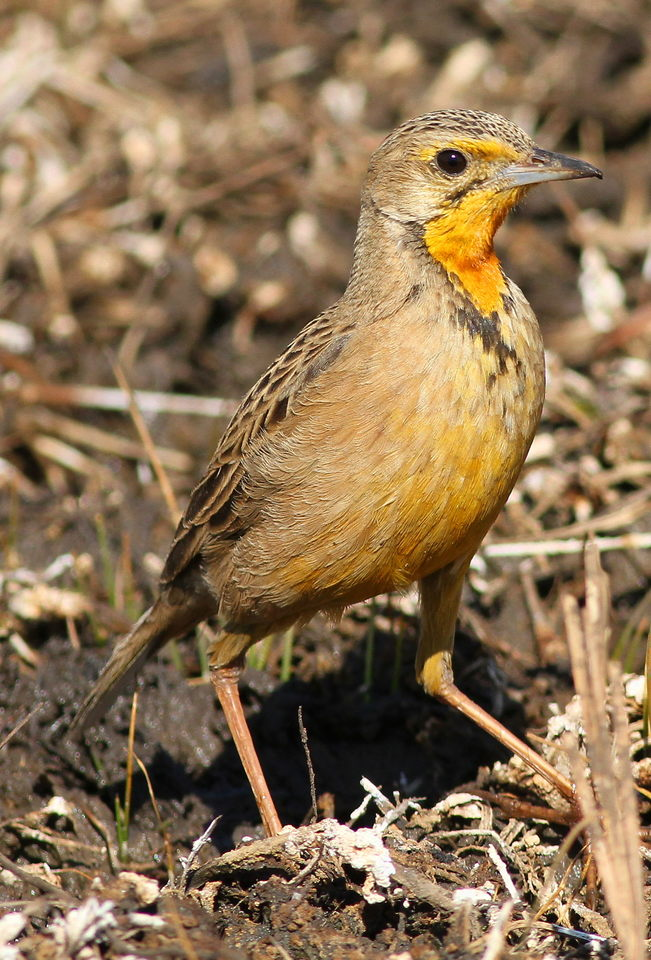
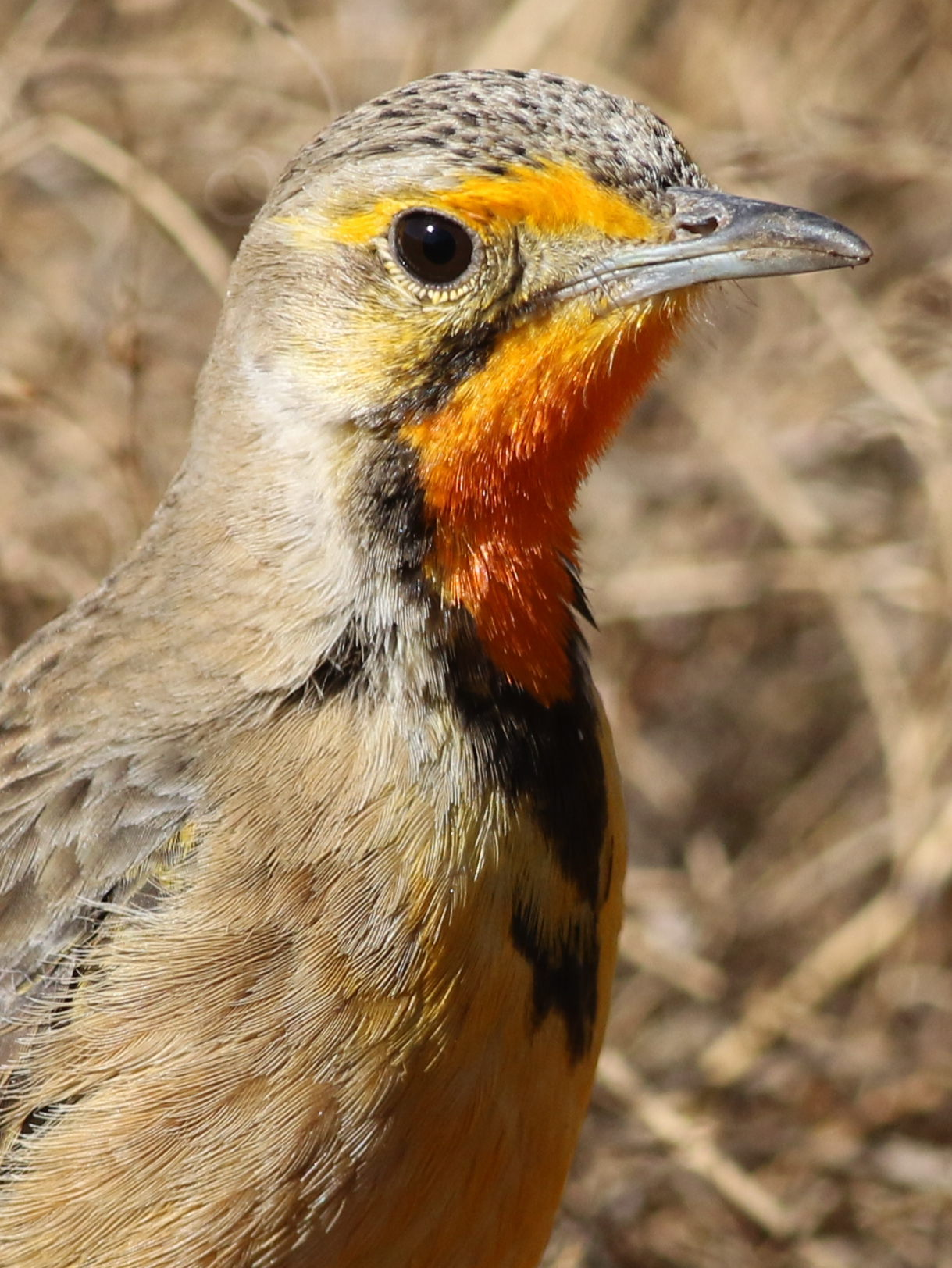

### Macronyx capensis colletti
Cette sous-espèce diffère de Macronyx capensis capensis par le fait que le jaune du bas du corps s'étend jusqu’à l’anneau noir qui délimite le col inférieur rouge-jaune. En outre, il présente généralement une ligne jaune plus claire au-dessus de l’œil et une touffe jaune en dessous de l’œil. Le bord de l'aile est fortement jaune.

## Comportement
Macronyx capensis s'observe généralement par paires tout au long de l'année. Cet oiseau a tendance à se tenir debout sur des pierres, des fourmilières ou de grandes touffes d'herbe, la poitrine gonflée.
Il se nourrit au sol d'insectes ou de leurs larves et de quelques graines.
Son chant est /cheewit/, l’appel de contact est /tsweet/ et il a un appel d’alarme.
- (en) « Macronyx capensis (Linné, 1766) », sur xeno-canto.org (consulté le 10 octobre 2018)

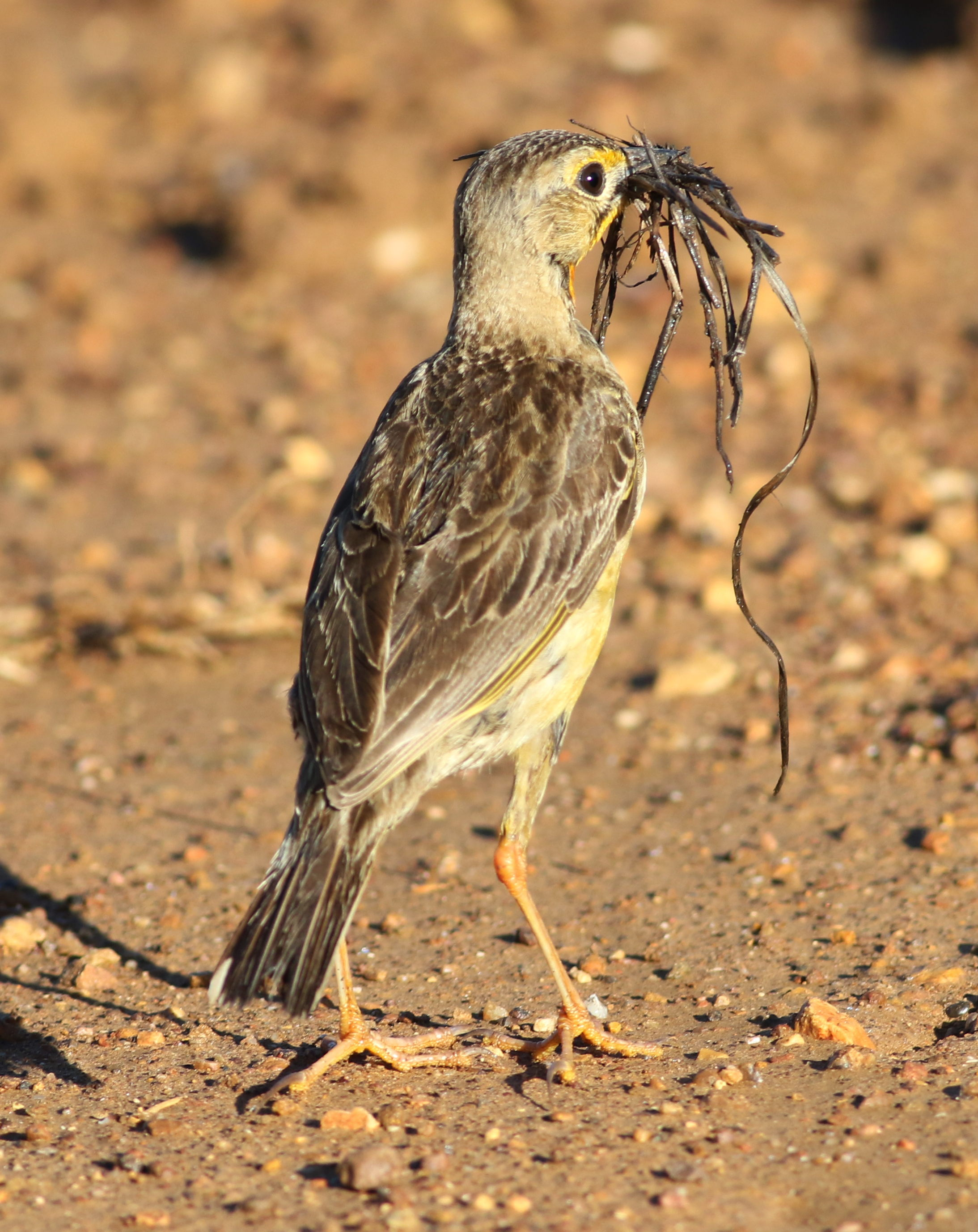
Macronyx capensis transportant du matériel de construction pour son nid

Macronyx capensis construit son nid, en forme de coupe composée de fibres sèches et de racines, à la base des buissons, souvent en son centre, à l'aide de brins déliés qu'il revêt de petites racines en dedans. La ponte est de trois à quatre œufs, de couleur crème bleuâtre couverts de taches d'un brun rouge plus denses vers le gros bout.

## Prédateurs
Dasypeltis scabra peut s'attaquer aux œufs de Macronyx capensis.
L'Épervier menu (Accipiter rufiventris) est un des prédateurs de Macronyx capensis au même titre que le Faucon lanier (Falco biarmicus).

## Taxonomie
La première description de Macronyx capensis a été réalisée en 1760 à partir d'un spécimen provenant du cap de Bonne Espérance (Afrique du Sud) par le zoologiste français Mathurin Jacques Brisson, spécimen envoyé par l'Abbé Nicolas-Louis de Lacaille à René-Antoine Ferchault de Réaumur oncle par alliance de Brisson. Dénommée par celui-ci alouette du Cap de Bonne Espérance en français, sa dénomination latine Alauda Capitis Bonae Spei n'est pas conforme au système de nomenclature binominale et n'est pas reconnu par la Commission internationale de nomenclature zoologique.
En 1766, le naturaliste suédois Carl von Linné a ajouté à son Systema Naturae 240 espèces d'oiseaux déjà décrites par Brisson en en donnant une brève description, en renommant les espèces conformément au système de nomenclature binominale et en citant le travail de celui-ci. Parmi ces espèces figure Alauda capensis, nommée en référence au Cap de Bonne-Espérance conformément à la dénomination initiale de Brisson, dont Linné récupère la paternité. L'espèce est à présent placée dans le genre Macronyx érigé par le naturaliste britannique William John Swainson en 1827 et dont elle est l'espèce type.

### Sous-espèces
Cet oiseau est représenté par deux sous-espèces :
- Macronyx capensis capensis (Linnaeus, 1766) - Sud et Sud-Ouest de l'Afrique du Sud
- Macronyx capensis colletti Schou, 1908[13] - Sud-Est du Botswana et du Zimbabwe au Mozambique et à l'Est de l'Afrique du Sud

Deux autres sous-espèces sont parfois répertoriées dans les bases de données, Macronyx capensis latimerae Clancey, 1963 et Macronyx capensis stabilior Clancey, 1952, qui sont considérées comme des synonymes par des références plus récentes,.

## Synonymes
- Alauda capensis Linnaeus, 1766 (protonyme)

## Publication originale
- Linnaeus, C. 1766. Systema naturae : per regna tria natura, secundum classes, ordines, genera, species, cum characteribus, differentiis, synonymis, locis. Vol 1, Part 1. Holmiae (Stockholm): Laurentii Salvii. Edito duodecima, reformata: 1-532 [288].

## Maladies et parasites
Macronyx capensis peut être parasité par des tiques de l'espèce Hyalomma rufipes.

## Macronyx capensiset l'Homme
Cet oiseau est représenté sur des timbres postaux africains :
- Burkina Faso, 1998, Birds Sheet, 230 F
- Ciskei, 1981, Birds, 20 c
- Lesotho, 1981, Birds, 60 s
- Lesotho, 1992, Birds Sheet, 30 s
- Rhodésie, 1977, Birds of Rhodesia, 6 c